# Culicoides nocivum
Culicoides nocivum är en tvåvingeart som först beskrevs av Harris 1841.  Culicoides nocivum ingår i släktet Culicoides och familjen svidknott. Inga underarter finns listade i Catalogue of Life.